# ۳۴۸ (قمری)
۳۴۸ (قمری)، سیصد و چهل و هشتمین سال در گاهشماری هجری قمری است. اول محرم این سال برابر با نوزدهم مارس سال ۹۵۹ میلادی است.